# Ziemendorf
Ziemendorf este o comună din landul Saxonia-Anhalt, Germania.